# Sialiltransferasa
Les sialiltransferases són una família d'enzims dins del grup de les glucosiltransferases que transfereixen àcid siàlic Neu5Ac (Àcid N-acetilneuramínic) a grups de carbohidrats de diverses glicoproteïnes i glicolípids. Canvis en la sialilació de cèl·lules tumorals s'han relacionat amb la seva capacitat invasiva, per tant les sialiltransferases tenen un paper important en el procés de metàstasi.

## Famílies

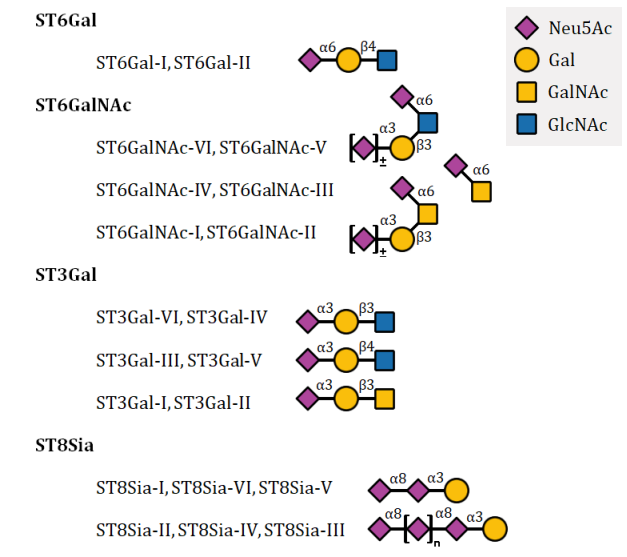
Els 20 grups descrits de sialiltransferases en humans, agrupats per famílies. Es mostren de forma esquematitzada els productes produïts per cadascuna de les famílies. Neu5Ac: Àcid siàlic amb un grup N-acetil al C5; Gal: Galactosa; GalNAc: N-Acetilgalactosamina; GlcNAc: N-Acetilglucosamina.

Les sialiltransferases transfereixen àcid siàlic a un glicoconjugat de forma específica, generalment al terminals de glicolípids o als extrems de cadenes de sucre de les glicoproteïnes. Hi ha quatre famílies de sialiltransferases segons la posició en la qual s'efectua l'enllaç amb l'àcid siàlic i segons el substrat; α(2,6)-STs (ST6Gal/ST6GalNAc), α(2,3)-STs (ST3Gal) i α(2,8)-STs (ST8Sia).
Totes les sialiltransferases eucariotes tenen en comú la presència en el seu domini catalític de diverses regions peptídiques conservades, del que se'n dedueix un origen comú. Excepte per aquests motius peptídics conservats, hi ha poques similituds de seqüència entre les quatre famílies.